# Mirandina arnaudii
Mirandina arnaudii är en svampart som beskrevs av P.M. Kirk 1986. Mirandina arnaudii ingår i släktet Mirandina, ordningen disksvampar, klassen Leotiomycetes, divisionen sporsäcksvampar och riket svampar.   Inga underarter finns listade i Catalogue of Life.